# Wild (rivière)
Pour les articles homonymes, voir Wild.
La rivière Wild est un cours d'eau d'Alaska, aux États-Unis située dans la région de recensement de Yukon-Koyukuk. C'est un affluent de la rivière Koyukuk elle-même affluent du fleuve Yukon.

## Description
Longue de 60 milles (97 km), elle prend sa source dans un lac, et coule en direction du sud, pour se jeter dans la rivière Koyukuk à 6 milles (10 km) de Bettles.

## Sources
- (en) « Wild (rivière) », Geographic Names Information System